# Emma Chambers
Emma Chambers, född 11 mars 1964 i Doncaster i South Yorkshire, död 21 februari 2018  i Lymington i Hampshire, var en brittisk skådespelare. 
Chambers utbildades vid Webber Douglas Academy under 1980-talet. 
Emma Chambers gjorde bland annat rollerna som Alice Tinker/Horton i Ett herrans liv och som Honey Thacker i Notting Hill. Chambers medverkade i olika barnproduktioner som Det susar i säven (1995) och Little Robots (2003).
Chambers var till sin död gift med skådespelaren Ian Dunn.

## Filmografi i urval
- 1990 – The Bill (TV-serie)
- 1994 – Martin Chuzzlewit (TV-serie)
- 1994–2007 – Ett herrans liv (TV-serie)
- 1996 – Drop the Dead Donkey (TV-serie)
- 1998 – How Do You Want Me? (TV-serie)
- 1999 – Notting Hill
- 1999 – The Clandestine Marriage
- 2000 – Take a Girl Like You

## Priser och utmärkelser
- 1998 - British Comedy Award i kategorin bästa kvinnliga TV-skådespelare [2]